# 몬테크리스토 샌드위치
몬테크리스토 샌드위치(영어: Monte Cristo sandwich)는 프랑스 샌드위치인 크로크므시외에서 유래되었고, 미국으로 건너오면서 몬테크리스토라는 이름을 가지게 되었다. 스위스 치즈는 일반적으로 사용된다.

## 같이 보기
- 크로크므시외
- 프렌치 토스트
- 치즈 샌드위치
- 뉴욕 요리